# W11K
W11K（だぶりゅーいちいちけー）は、京セラが開発し、KDDIおよび沖縄セルラー電話のauブランドで発売した携帯電話である。

## 概要
W11Hとともに初のCDMA 1X WIN端末であり（ただし発売開始はW11Hが先）、並びにINFOBARに続くau design projectの第2弾の端末でもある。デザインはINFOBARも手掛けたプロダクトデザイナー、深澤直人によるもので、多面体的な形状をしている（サイト上でのコンセプトテーマとして「削られたジャガイモ」と解説している）。W11Hと同様カードスロットは本体ではなく、電池パックの通常のカバーと交換で取り付ける付属の「ジャケット」に搭載されている。
W11Hとは仕様・操作性・機能がほぼ同一であるため、OEM供給を受けていると思われる。ただしメニューアイコンや端末デザインなどが異なっている。

## 沿革
- 2003年10月22日 KDDI、および京セラより発表。
- 2003年12月20日 KUROが発売。
- 2003年12月23日 AKAとSHIROが発売。